# 김희국
김희국(金熙國, 1958년 10월 20일~)은 대한민국의 정치인이다. 그는 제3대 국토해양부 제2차관을 지낸 공무원 출신 정치인으로, 제19·21대 국회의원이다.
김희국은 1958년 경상북도 의성군에서 출생하였다. 1981년 만 23세에 결혼했다. 결혼하자마자 군입대를 하였으며 특공부대에서 군생활을 하였다. 1982년 장녀, 1987년 장남을 낳았다.

## 학력
- 의성 청로국민학교 졸업
- 의성중학교 졸업
- 1977년 경북고등학교 졸업
- 1981년 경북대학교 법정대학 행정학 학사
- 광운대학교 대학원 법학 석사
- 광운대학교 대학원 법학 박사

## 경력
- 1981년 4월: 제24회 행정고시 합격
- 1981년~1983년: 해운항만청 사무관
- 1993년 6월: 해운항만청 서기관
- 1993년 7월~2008년 3월: 건설교통부 고속철도과 과장, 공보담당관 서기관, 수송정책실 수송정책과 과장, 도로국 도로정책과 과장, 도로정책과 부이사관, 공공기관지방이전지원단 단장 부이사관, 부이사관(국방대 파견)
- 2008년 3월~2008년 9월: 국토해양부 해운정책관
- 2008년 9월~2009년 1월: 부산지방국토관리청 청장
- 2009년 1월: 국토해양부 4대강살리기 기획단장
- 2009년 5월: 4대강살리기추진본부 부본부장
- 2010년 8월~2012년 1월: 국토해양부 제2차관
- 2014년 8월: 새누리당 중앙재해대책위원장
- 2015년 2월: 새누리당 민생정책특별위원회 부위원장
- 2016년 4월~2017년 7월: 한국건설법무학회 회장
- 2017년 1월~2018년 2월: 바른정당
- 2017년 3월~2018년 2월: 바른정당 대구시당 중·남구 당원협의회 운영위원장
- 2017년 7월~2018년 2월: 바른정당 정책위원회 부의장
- 2017년 7월~한국건설법무학회 명예회장
- 2018년 2월: 바른미래당
- 2018년 2월: 바른미래당 대구시당 중·남구 공동지역위원장
- 2020년 5월 미래통합당 경북도당 군의군·의성군·청송군·영덕군 당협위원장
- 국민의힘 경북도당 군의군·의성군·청송군·영덕군 당협위원장
- 2021년 8월~2021년 11월 : 국민의힘 유승민 제20대 대통령 선거 예비후보 희망22 조직본부 조직1본부장
- 2021년 9월~2022년 2월: 국민의힘 제20대 대통령선거 공약개발단 '시민소리 혁신정책회의' 국토교통약단장
- 2021년 10월~2022년 3월: 국민의힘 이재명비리 국민검증 특별위원회 위원
- 2021년 12월~2022년 1월: 국민의힘 선거대책위원회 정책총괄본부 민생회복정책추진단 국토교통정책 추진본부장
- 2021년 12월~2022년 3월: 국민의힘 살리는 선거대책위원회 경북 선거대책위원회 선거대책위원장단 공동선거대책위원장
- 2022년 1월~2022년 3월: 국민의힘 제20대 대통령선거 정책본부 민생회복정책추진단 국토교통정책 추진본부장

## 의정 활동
- 2012년 5월 30일~2016년 5월 29일: 제19대 국회의원(대구 중구·남구, 새누리당, 초선)
  - 2012.07~2014.05: 제19대 국회 전반기 보건복지위원회 위원
  - 2013.08~2014.05: 제19대 국회 전반기 예산결산특별위원회 위원
  - 2014.02~2014.04: 제19대 국회 창조경제활성화특별위원회 위원
  - 2014.06~2016.05: 제19대 국회 후반기 국토교통위원회 위원
  - 2015.01~2015.12: 제19대 국회 서민주거복지특별위원회 위원
- 2020년 5월 30일~2024년 5월 29일: 제21대 국회의원(경북 군위군·의성군·청송군·영덕군, 미래통합당→국민의힘, 재선)
  - 2020.07~2022.05: 제21대 국회 전반기 국토교통위원회 위원
  - 제21대 국회 전반기 국토교통위원회 국토법안심사소위원회 위원
  - 제21대 국회 전반기 국토교통위원회 예산결산기금심사소위원회 위원
  - 2020.07~2024.05: 혁신 4.0 연구포럼 구성의원
  - 2022.07~2024.05: 제21대 국회 후반기 국토교통위원회 위원
    - 제21대 국회 후반기 국토교통위원회 국토법안심사소위원회 위원

## 가족 관계
- 부인 1958년생
  - 아들 1987년생
  - 딸 1982년생

## 역대 선거 결과
|  | 56.87% |

|  | 79.30% |

## 같이 보기
- 중구·남구 (대구 선거구)
- 대구 중구의 국회의원
- 대구 남구의 국회의원
- 군위군·의성군·청송군·영덕군
- 군위군의 국회의원
- 의성군의 국회의원
- 청송군의 국회의원
- 영덕군의 국회의원
- 대한민국의 국토교통부 차관